# Ecuación de Picard-Fuchs
En matemáticas, la ecuación de Picard-Fuchs, llamada así por Émile Picard y Lazarus Fuchs, es una ecuación diferencial ordinaria lineal cuyas soluciones describen los períodos de curvas elípticas.

## Definición
Para una curva elíptica (compleja) E , dada por su ecuación de Weierstrass, con {\displaystyle g_{2}} y {\displaystyle g_{3}} las invariantes modulares
{\displaystyle y^{2}=4x^{3}-g_{2}x-g_{3}.\,}
definimos su j-invariante por la fórmula
{\displaystyle j={\frac {g_{2}^{3}}{g_{2}^{3}-27g_{3}^{2}}}}
Tenga en cuenta que la j-invariante es un isomorfismo de la superficie de Riemann {\displaystyle \mathbb {H} /\Gamma } a la esfera de Riemann {\displaystyle \mathbb {C} \cup \{\infty \}}; dónde {\displaystyle \mathbb {H} } es el semiplano superior y {\displaystyle \Gamma } es el grupo modular. La ecuación de Picard-Fuchs es entonces
{\displaystyle {\frac {d^{2}y}{dj^{2}}}+{\frac {1}{j}}{\frac {dy}{dj}}+{\frac {31j-4}{144j^{2}(1-j)^{2}}}y=0.\,}
Escrito en forma de Q , uno tiene
{\displaystyle {\frac {d^{2}f}{dj^{2}}}+{\frac {1-1968j+2654208j^{2}}{4j^{2}(1-1728j)^{2}}}f=0.\,}

## Soluciones
Esta ecuación se puede convertir en la forma de la ecuación diferencial hipergeométrica. Tiene dos soluciones linealmente independientes, llamadas periodos de funciones elípticas. La relación de los dos períodos es igual a la relación de período τ, la coordenada estándar en el plano de la mitad superior. Sin embargo, la relación de dos soluciones de la ecuación hipergeométrica también se conoce como un mapa de triángulo de Schwarz .
La ecuación de Picard-Fuchs puede moldearse en la forma de la ecuación diferencial de Riemann, y así las soluciones pueden leerse directamente en términos de las funciones P de Riemann . Uno tiene
{\displaystyle y(j)=P\left\{{\begin{matrix}0&1&\infty &\;\\{1/6}&{1/4}&0&j\\{-1/6\;}&{3/4}&0&\;\end{matrix}}\right\}\,}
Se pueden dar al menos cuatro métodos para encontrar la inversa de la función j .
Dedekind define la función j por su derivado de Schwarz en su carta a Borchardt. Como fracción parcial, revela la geometría del dominio fundamental:
{\displaystyle 2S\tau (j)={\frac {1-{\frac {1}{4}}}{(1-j)^{2}}}+{\frac {1-{\frac {1}{9}}}{j^{2}}}+{\frac {1-{\frac {1}{4}}-{\frac {1}{9}}}{j(1-j)}}={\frac {3}{4(1-j)^{2}}}+{\frac {8}{9j^{2}}}+{\frac {23}{36j(1-j)}}}
donde ( Sƒ ) ( x ) es la derivada de Schwarzian de ƒ con respecto a x .

## Generalización
En la geometría algebraica, esta ecuación ha demostrado ser un caso muy especial de un fenómeno general, la conexión Gauss-Manin.